# Sant’Egidio (Firenze)
A Sant’Egidio Firenze egyik temploma, az Ospedale Santa Maria Nuova kórházhoz tartozik. Szent Egyedről nevezték el. Homlokzatát Bernardo Buontalenti építette a 16. század végén, de a bejárat feletti dombormű, ami Mária megkoronázását ábrázolja, 1424-ból származik. A főoltár jobb oldalán lévő majolika Andrea della Robbia műve, a márványból készült szentségház bronzajtaja pedig Lorenzo Ghibertié.